# Vejle Stadion
El Vejle Stadion anteriormente llamado Jokri Park, es un estadio de fútbol ubicado en la ciudad de Vejle, Dinamarca. El estadio inaugurado en 2008 posee una capacidad para 10 400 personas y está equipado con un sistema de drenaje y un sistema de calefacción de campo. Es utilizado por el club de fútbol Vejle Boldklub que disputa la Superliga danesa.
En marzo de 2010, "Jokri A/S" compró los derechos de nombre del estadio por un período de cinco años y bautizó el estadio como "Jokri Park". Johnny Kristiansen, el propietario de Jokri A/S, también fue miembro de la junta de la división profesional de Vejle BK. En febrero de 2012, Jokri A/S tomó la decisión de rescindir el contrato del patrocinio. Desde entonces, el recinto es llamado Vejle stadion.

## Galería

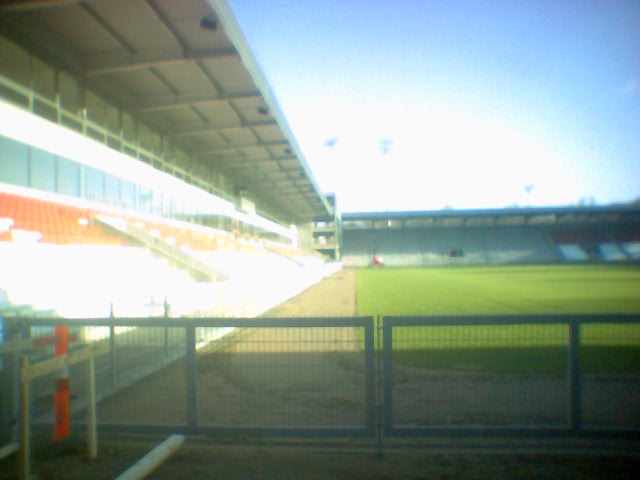